# Kulstötning för herrar i friidrott vid olympiska sommarspelen 1976
Herrarnas kulstötning vid olympiska sommarspelen 1976 i Montréal avgjordes den 23-24 juli. 

## Medaljörer
| Gren        | Guld                    | Guld    | Silver                           | Silver  | Brons                                 | Brons   |
| Kulstötning | Udo Beyer · Östtyskland | 21,05 m | Jevgenij Mironov · Sovjetunionen | 21,03 m | Aleksandr Barysjnikov · Sovjetunionen | 21,00 m |

## Resultat

### Grupp A
| Placering | Totalt | Idrottare                | Försök | Försök | Försök | Resultat | Noteringar |
| Placering | Totalt | Idrottare                | 1      | 2      | 3      | Resultat | Noteringar |
| --------- | ------ | ------------------------ | ------ | ------ | ------ | -------- | ---------- |
| 1         | 2      | Hans-Peter Gies (GDR)    | 20.52  | —      | —      | 20.52 m  |            |
| 2         | 3      | Geoff Capes (GBR)        | 20.40  | —      | —      | 20.40 m  |            |
| 3         | 8      | Hans Höglund (SWE)       | 19.30  | 19.76  | —      | 19.76 m  |            |
| 4         | 9      | Udo Beyer (GDR)          | 19.69  | —      | —      | 19.69 m  |            |
| 5         | 10     | Pete Shmock (USA)        | 19.48  | —      | —      | 19.48 m  |            |
| 6         | 12     | George Woods (USA)       | 19.25  | 19.27  | 19.35  | 19.35 m  |            |
| 7         | 14     | Yves Brouzet (FRA)       | 18.59  | 18.75  | 19.14  | 19.14 m  |            |
| 8         | 16     | Ivan Ivančić (YUG)       | 18.88  | 18.80  | 18.75  | 18.88 m  |            |
| 9         | 20     | Bruce Pirnie (CAN)       | X      | 17.82  | X      | 17.82 m  |            |
| 10        | 22     | Mohamed Al-Zinkawi (KUW) | 13.17  | X      | X      | 13.17 m  |            |
| 11        | 23     | Saad Al-Bishi (KSA)      | 10.89  | 11.68  | X      | 11.68 m  |            |

### Grupp B
| Placering | Totalt | Idrottare                      | Försök | Försök | Försök | Resultat | Noteringar |
| Placering | Totalt | Idrottare                      | 1      | 2      | 3      | Resultat | Noteringar |
| --------- | ------ | ------------------------------ | ------ | ------ | ------ | -------- | ---------- |
| 1         | 1      | Aleksandr Barjsjnikov (URS)    | 21.32  | —      | —      | 21.32 m  | OR         |
| 2         | 4      | Jevgenij Mironov (URS)         | 18.97  | 20.26  | —      | 20.26 m  |            |
| 3         | 5      | Heinz-Joachim Rothenburg (GDR) | 19.92  | —      | —      | 19.92 m  |            |
| 4         | 6      | Al Feuerbach (USA)             | 19.87  | —      | —      | 19.87 m  |            |
| 5         | 7      | Jaroslav Brabec (TCH)          | 19.80  | —      | —      | 19.80 m  |            |
| 6         | 11     | Reijo Ståhlberg (FIN)          | 19.08  | 19.26  | 19.40  | 19.40 m  |            |
| 7         | 13     | Ralf Reichenbach (FRG)         | 19.13  | 19.31  | 18.56  | 19.31 m  |            |
| 8         | 15     | Hreinn Halldórsson (ISL)       | X      | 18.93  | 18.55  | 18.93 m  |            |
| 9         | 17     | Hans Almström (SWE)            | 18.31  | 18.76  | X      | 18.76 m  |            |
| 10        | 18     | Jos Schroeder (BEL)            | 17.78  | 17.97  | 18.33  | 18.33 m  |            |
| 11        | 19     | Jean-Pierre Egger (SUI)        | 18.06  | X      | 18.13  | 18.13 m  |            |
| 12        | 21     | Juan Adolfo Turri (ARG)        | 17.24  | 16.79  | 17.76  | 17.76 m  |            |

## Final
| Placeringar | Idrottare                      | Försök | Försök | Försök | Försök | Försök | Försök | Resultat | Noteringar |
| Placeringar | Idrottare                      | 1      | 2      | 3      | 4      | 5      | 6      | Resultat | Noteringar |
| ----------- | ------------------------------ | ------ | ------ | ------ | ------ | ------ | ------ | -------- | ---------- |
| 1           | Udo Beyer (GDR)                | 20.38  | 20.50  | 20.49  | X      | 21.05  | 20.45  | 21.05 m  |            |
| 2           | Jevgenij Mironov (URS)         | 19.67  | 20.38  | 20.14  | 20.17  | 21.03  | 20.66  | 21.03 m  |            |
| 3           | Aleksandr Barjsjnikov (URS)    | 20.53  | 20.27  | 21.00  | 20.96  | 20.58  | X      | 21.00 m  |            |
| 4           | Al Feuerbach (USA)             | 19.74  | 20.55  | 20.07  | 20.21  | 20.10  | 20.32  | 20.55 m  |            |
| 5           | Hans-Peter Gies (GDR)          | 19.98  | 20.19  | 20.47  | 20.45  | 20.11  | 20.13  | 20.47 m  |            |
| 6           | Geoff Capes (GBR)              | 20.15  | 20.21  | 20.36  | 20.32  | 20.31  | X      | 20.36 m  |            |
| 7           | George Woods (USA)             | 20.13  | 19.97  | 20.20  | 20.26  | X      | 19.87  | 20.26 m  |            |
| 8           | Hans Höglund (SWE)             | 20.17  | 20.10  | 19.85  | 19.61  | X      | X      | 20.17 m  |            |
|             |                                |        |        |        |        |        |        |          |            |
| 9           | Pete Shmock (USA)              | 19.77  | 19.89  | 19.26  |        |        |        | 19.89 m  |            |
| 10          | Heinz-Joachim Rothenburg (GDR) | 19.26  | 19.79  | X      |        |        |        | 19.79 m  |            |
| 11          | Jaroslav Brabec (TCH)          | 19.62  | 19.53  | X      |        |        |        | 19.62 m  |            |
| 12          | Reijo Ståhlberg (FIN)          | 18.78  | 18.99  | 18.82  |        |        |        | 18.99 m  |            |